# حيازة (النادرة)

تعديل مصدري - تعديل

حيازة هي إحدى قرى عزلة شعب المريسي بمديرية النادرة التابعة لمحافظة إب، بلغ تعداد سكانها 289 نسمة حسب تعداد اليمن لعام 2004.